# 파넌쿡

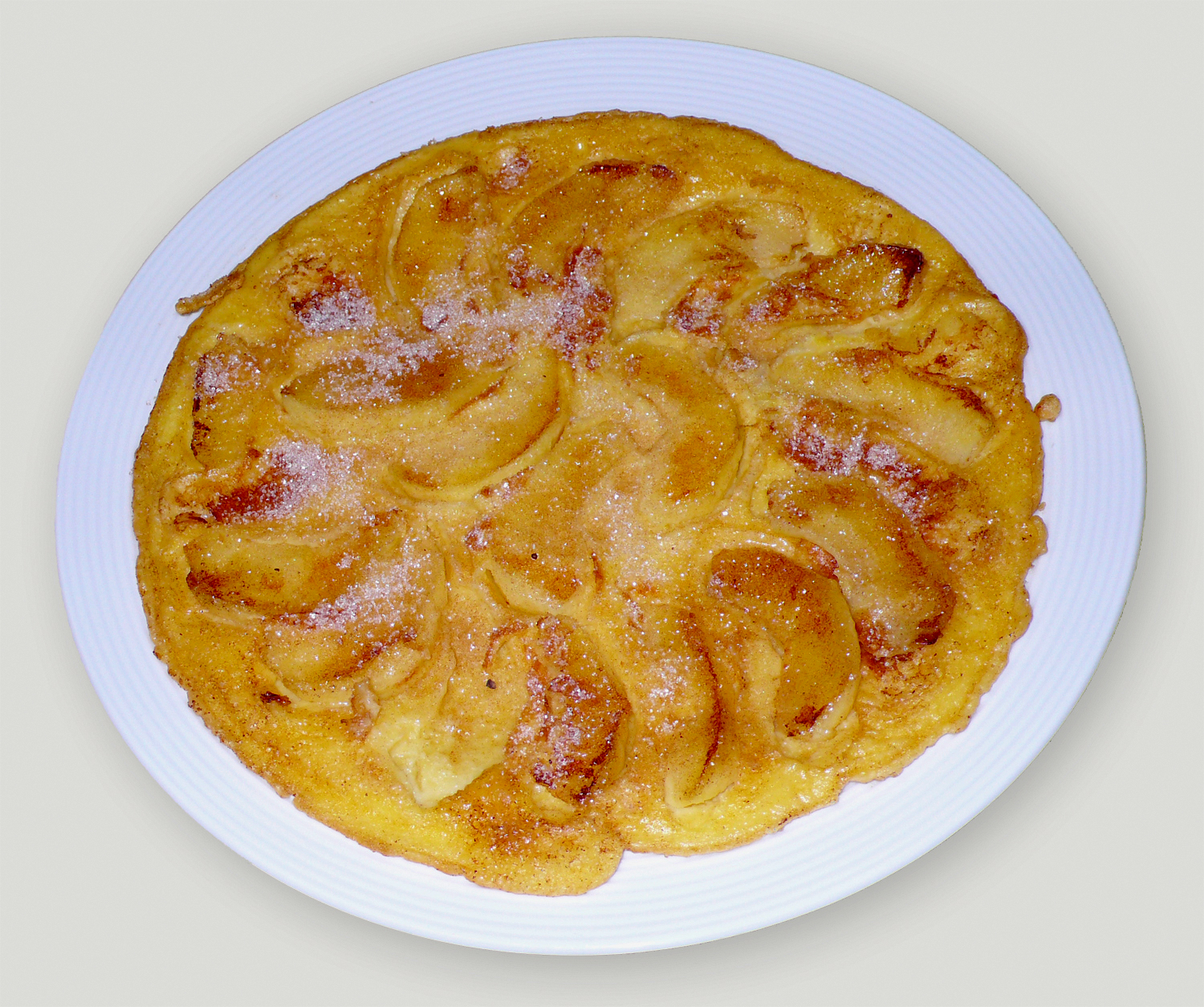
사과 파넌쿡

파넌쿡(네덜란드어: pannenkoek [ˈpɑnə(n)ˌkuk][*])은 네덜란드의 팬케이크이다. 파넌쿡은 미국이나 스코틀랜드의 팬케이크보다는 더 크고 얇다. 주재료는 밀가루, 우유 그리고 달걀이며, 풍미를 더 좋게 하고 반죽이 더 잘 부풀어 오르도록 맥주를 넣는 경우도 있다. 주로 사용하는 토핑으로 훈제 베이컨, 사과 등의 과일, 편강(설탕에 조린 생강), 치즈, 건포도 등이 있다. 독일 펜케이크 음식점에서는 토핑을 더 주문할 수 있는데, 달걀, 배, 파인애플 등이며, 독일에서는 스트룹(stroop)이라는 사탕무 시럽을, 네덜란드에서는 색이 짙고 걸쭉한 트리클 시럽을 많이 사용한다. 미국에서는 사탕수수 시럽을 많이 사용한다.

## 같이 보기
- 클라푸티(Clafoutis)
- 플로냐르드(Flaugnarde)
- 오코노미야키

## 참조
1. ↑  . 49쪽. ISBN 9781591583219. |제목=이(가) 없거나 비었음 (도움말)